# 阿羅馬舍沃區

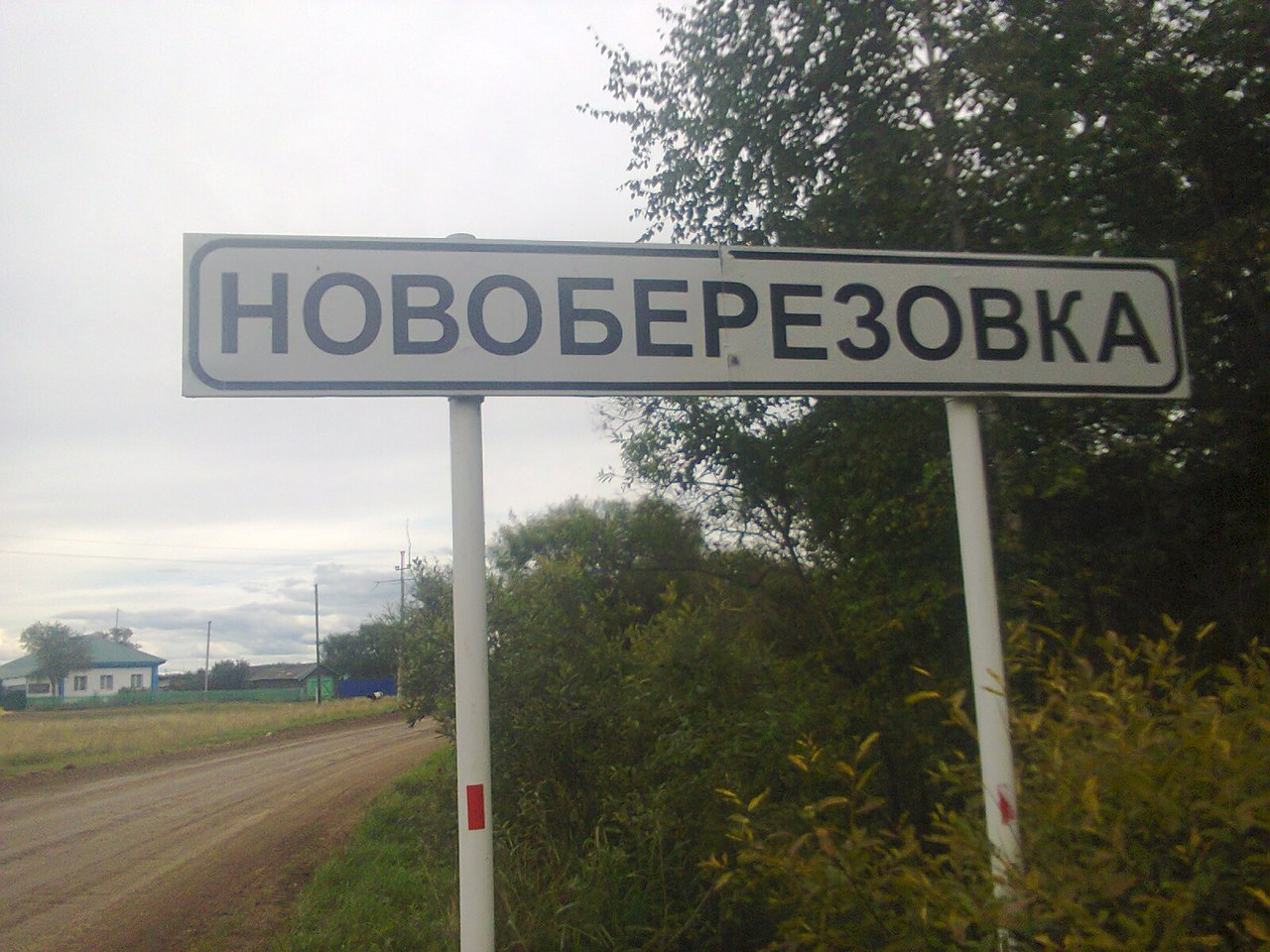

56°51′32″N 68°39′16″E / 56.85889°N 68.65444°E
阿羅馬舍沃區（俄语：Аромашевский район），是俄羅斯的一個區，位於該國南部，由秋明州負責管轄，面積3,900平方公里，2010年該區人口12,202，人口密度每平方公里3.13人。